# Macedonisch naamconflict

Omvang en grenzen van "Macedonië".

Het Macedonische naamconflict was een politiek conflict tussen de staat Noord-Macedonië (formeel de Voormalige Joegoslavische Republiek Macedonië, VJRM) en Griekenland (formeel de Helleense Republiek) over de nomenclatuur van de eerste. Beide landen claimden de historische erfenis van het antieke koninkrijk Macedonië (bestaand van 7e eeuw tot 168 v.Chr.). Omdat Griekenland een regio heeft die ook Macedonië heet (bestaande uit de departementen West-Macedonië, Centraal-Macedonië en een deel van Oost-Macedonië en Thracië) en beducht was voor territoriale claims, eiste het dat de VJRM zich niet bedient van de korte naam 'Macedonië' of 'Republiek Macedonië', zoals dat land het zelf (informeel) doet. Hierom blokkeerde Griekenland onder meer de Macedonische toetreding tot de Europese Unie en de NAVO.
Op 12 juni 2018 bereikten de regeringen van Macedonië en Griekenland een voorlopig compromis dat erin moet resulteren dat het land de naam 'Republiek Noord-Macedonië' (Република Северна Македонија) krijgt.
Sinds 12 februari 2019 heet het land officieel Noord-Macedonië.

## Voorgeschiedenis

Historische verschuiving van het toponiem Macedonië.

### Oudheid
"Griekenland" bestond in de oudheid uit allerlei poleis en vormde geen territoriale eenheid totdat Philippus II van Macedonië deze stadstaten onder een vlag verenigde in 338 v.Chr. Eigenlijk beschouwden de oude Grieken de Macedoniërs (Makedones) als een soort "halfbarbaren", omdat zij weliswaar een Grieks dialect spraken, maar er een overwegend nomadische leefstijl op na hielden. Dit veranderde toen het antieke koninkrijk Macedonië eind 4e eeuw v.Chr. militair superieur bleek aan de 'echte' Grieken. Vooral Alexander de Grote maakte met zijn veroveringen van Azië en Egypte die met het Griekse thuisland het Macedonische Rijk werden, dat de Grieken de Macedoniërs als Grieken wilden zien om zo in hun roem te delen. Toen dit rijk weer uiteenviel tijdens de Diadochenoorlogen, werd de eenheid tussen Macedonië en Griekenland verbroken.
De Romeinen veroverden en herenigden beide weer onder een vlag tijdens de Macedonische Oorlogen (2e eeuw v.Chr.). In 297 eeuw werden er door Diocletianus twee provincies opgericht: in het zuiden Macedonia I aan de Egeïsche Zee met als hoofdstad Thessalonica (grotendeels samenvallend met het huidige Grieks-Macedonië; de antieke Macedonische hoofdstad Pella lag er ook), in het noorden Macedonia II Salutaris tussen het Piringebergte en de rivier de Drin met als hoofdstad Stobi (voor een groot deel samenvallend met het zuiden van de VJRM; andere delen horen tegenwoordig bij Bulgarije, Griekenland en Albanië). Deze twee provincies samen zijn tegenwoordig bekend als de historische landstreek of regio Macedonië. Ze vielen ook samen onder het diocees Macedonia, die verder voornamelijk bestond uit provincies in het huidige Griekenland. De meeste delen van het noorden van de VJRM, inclusief de hoofdstad Skopje (Scupi), vielen echter onder de provincie Dardania in het diocees Daciae.

### Middeleeuwen
De streek viel na de splitsing van het Romeinse Rijk in 395 bij het Byzantijnse Rijk en kwam door Constantinopel in de 5e eeuw in de orthodox-christelijke invloedssfeer terecht. In de 9e en 10e eeuw gingen Zuid-Slavische stammen een groot deel van het noordwestelijke Balkanschiereiland koloniseren, terwijl de Turkse Bulgaren het noordoosten veroverden op de Byzantijnen. Als gevolg van deze migratie en nieuwe staatvorming begonnen de taalverhoudingen in het gebied drastisch te wijzigen: de Bulgaren en een deel van de inheems Grieks/Macedonische bevolking gingen Zuid-Slavische dialecten praten. Het gebied werd afwisselend veroverd en beheerst door Servië en Bulgarije, de Byzantijnen beheersten vaak niet meer dan enkele kustplaatsen. In 1371 veroverden de Ottomanen het gebied en vestigden veel islamitische Turken en Albanezen zich er, terwijl de Serven wegtrokken naar het noorden.

### 19e eeuw

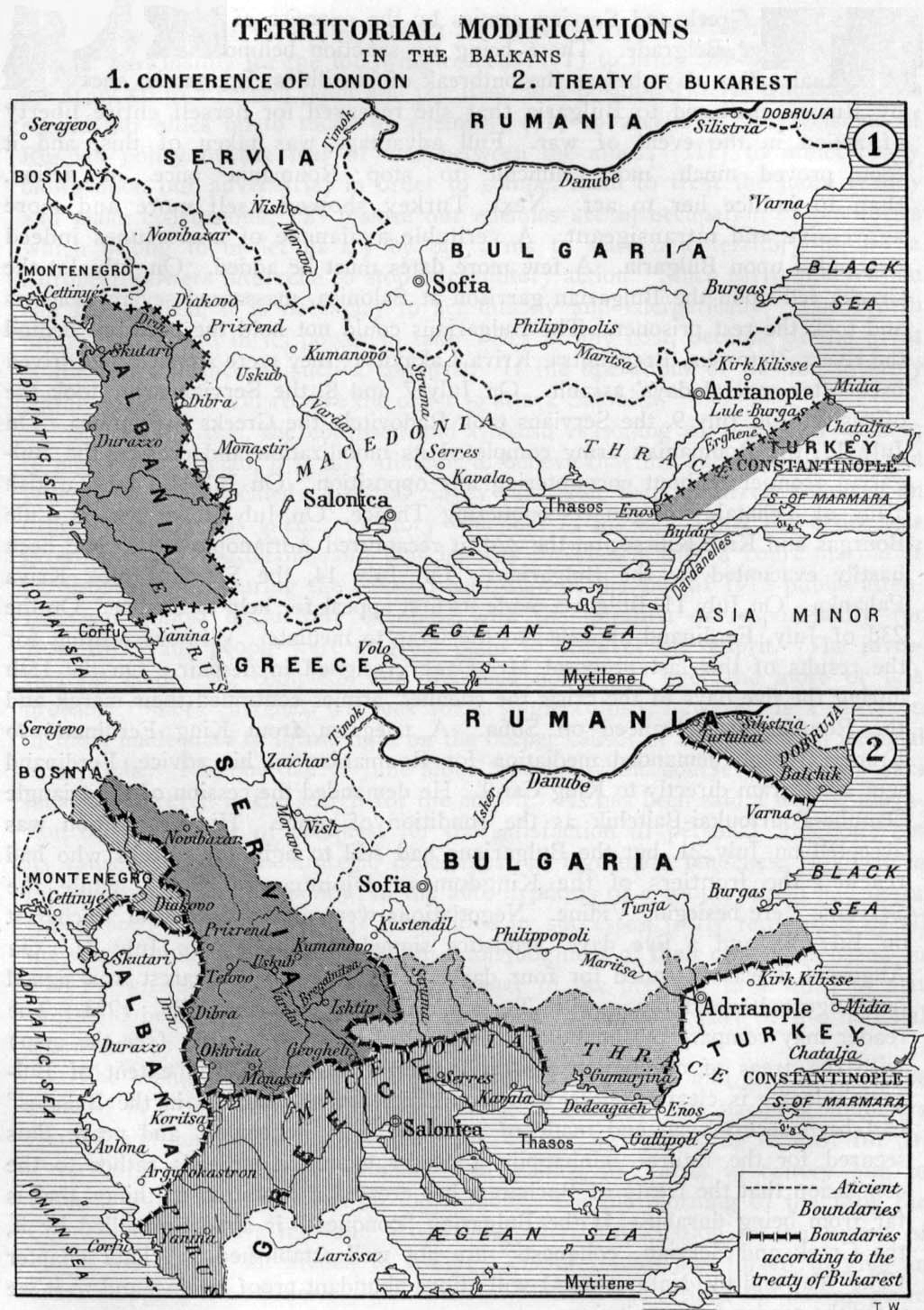
Hoe het Ottomaanse Macedonië werd opgedeeld in 1913 na de Balkanoorlogen.

In de 19e eeuw kwam er nationalisme op onder sommige Slavische inwoners van de regio Macedonië, die zich begonnen te identificeren met het antieke Macedonië, Alexander de Grote en zijn glorieuze veroveringstochten. Dat hun eigen Slavische taal een andere oorsprong had dan het antiek Griekse Macedonisch, hinderde daarbij niet. Macedonische nationalisten zoals de Interne Macedonische Revolutionaire Organisatie (VMRO) begonnen te streven naar onafhankelijkheid en de vereniging van de hele streek in een staat. Ondertussen werden ook de Grieken, Bulgaren, Serven en Albanezen nationalistischer en ieder claimde delen of het geheel van de latere VJRM als zijn eigen territorium zodra men het Ottomaanse juk zou hebben afgeworpen. Er bestond ook een panslavische stroming, die ijverde voor politieke eenheid voor alle Serven, "Macedoniërs" en Bulgaren samen; zij werden gesteund door Rusland. Ondertussen aasde Oostenrijk op het annexeren van alle gebieden die de Ottomanen moesten prijsgeven.
In 1815 verwierf het vorstendom Servië autonomie ten opzichte van de Ottomanen. In 1829 werd Griekenland als eenheidsstaat onafhankelijk en ten slotte in 1832 een koninkrijk. Opstanden van andere volkeren hadden lange tijd geen succes. Een Bulgaarse revolutie in 1876 werd hardhandig door de Turken onderdrukt, maar verspreidde zich vervolgens over de hele Balkan en met steun van Rusland werd de sultan verslagen. Servië werd op het Congres van Berlijn (juni/juli 1878) uitgebreid met het territorium van de VJRM, Bulgarije werd onafhankelijk met het noordoosten van Macedonië. Maar het zuiden van de regio bleef Ottomaans, er kwam geen Macedonische staat en de Albanezen werd autonomie ontzegd. In 1881 annexeerde Griekenland Thessalië en kwam daarmee ook dichterbij; een Griekse invasie van Macedonië in 1897 mislukte echter. Bulgarije lijfde in 1885 de jure Oost-Roemelië in, in 1908 ook de facto.

### Balkanoorlogen
Tijdens de daaropvolgende Eerste Balkanoorlog (oktober 1912 – mei 1913) werd het een wedloop tussen Bulgarije, Servië, Griekenland en Montenegro, die samen de Balkanliga hadden gesloten, om wie het resterende Ottomaanse grondgebied in Europa (Albanië, Macedonië en Thracië) zou weten te bemachtigen, terwijl Albanese en Macedonische nationalisten naar onafhankelijkheid streefden en sommige Macedoniërs aansluiting bij Bulgarije zochten. Vooral de Grieken wisten hun grondgebied verder noordwaarts uit te breiden en namen Thessaloniki in. Het noordwestelijke deel viel toe aan Servië en Bulgarije behield het noordoosten. Montenegro won weinig, Albanië werd onafhankelijk, Macedonië niet. Er was groot ongenoegen over de verdeling van de buit op de Conferentie van Londen 1912–13 en toen Bulgarije heel Macedonië opeiste, brak de Tweede Balkanoorlog uit (juni–juli 1913), die Bulgarije verloor. Bij de Vrede van Boekarest (10 augustus 1913) breidden Servië en Griekenland hun Macedonische territorium verder uit.

## Binnen Joegoslavië

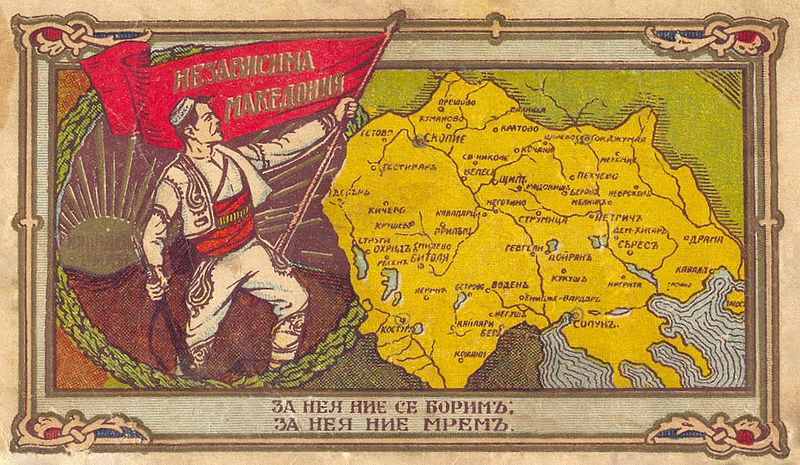
Macedonië volgens Macedonische irredentisten. Sommigen, waaronder politici, hebben claims gelegd op wat zij "Egeïsch Macedonië" (Griekenland), "Pirin-Macedonië" (Bulgarije), "Mala Prespa en Golo Brdo" (Albanië) en "Gora en Prohor Pchinski" (Servië) noemen.

### Monarchaal Joegoslavië
Door de verliezende kant van de Centralen te kiezen, verloor Bulgarije aan het eind van de Eerste Wereldoorlog (1914–18) zijn Macedonische kuststrook aan Griekenland. Servië werd ruimschoots gecompenseerd door uitbreiding met Bosnië-Herzegovina, Montenegro, Kroatië en Slovenië onder zijn koningshuis en met de hoofdstad in Belgrado. De landsdelen van dit 'Koninkrijk der Serven, Kroaten en Slovenen' waren formeel gelijk, maar de Serven domineerden in feite het staatsverband, waarin bovendien de Macedoniërs geen autonome status hadden zoals de andere provincies. De democratie fungeerde slecht en er waren voortdurend conflicten tussen de verschillende etniciteiten, waarop de koning in 1928 een staatsgreep pleegde, een autoritaire monarchie onder de naam 'Koninkrijk Joegoslavië' instelde. Hij vormde 9 nieuwe provincies, los van historische grenzen, in een poging de oude scheidslijnen uit te wissen en een eensgezinde natie te smeden.

### Tweede Wereldoorlog
Tijdens de Tweede Wereldoorlog werd Joegoslavië in april 1941 door de Asmogendheden in enkele dagen veroverd en opgedeeld. Het eerder door nazi-Duitsland en fascistisch Italië veroverde Griekenland verloor de Oost-Macedonische kust weer aan Bulgarije, dat ook bijna geheel Servisch Macedonië mocht annexeren, terwijl het noordwesten werd toegevoegd aan Groot-Albanië. Griekenland behield West- en Zuid-Macedonië (inclusief Chalcidike). In 1944 slaagden Macedonische rebellen er in het vroegere Servische deel in een autonome republiek te vestigen, maar deze werd uiteindelijk onder de voeten gelopen door de Joegoslavische communistische partizanen van Josip Broz Tito.

### Communistisch Joegoslavië
Dit Macedonië werd na de oorlog binnen de Socialistische Federale Republiek Joegoslavië een autonome deelrepubliek. Het nauw aan het Bulgaars verwante Macedonisch kreeg een semiofficiële status. Sinds de dood van Tito herontwaakte het nationalisme in Joegoslavië en daarmee ook de wens tot onafhankelijkheid in de verschillende deelrepublieken en regio's. Slovenië en Kroatië verklaarden zich als eerste onafhankelijk in juni 1991, waarop het Joegoslavische Nationale Leger ingreep. President Slobodan Miloseviç wenste een Groot-Servië uit de resten van Joegoslavië te snijden en daarom de overwegend door Serven bewoonde gebieden buiten Servië te behouden. Deze woonden vooral in Kroatië en daar hadden de federale strijdkrachten de handen vol mee. Macedonië zag zijn kans schoon na een succesvol referendum in september 1991 en riep de onafhankelijkheid uit in 1992; deze werd door Belgrado genegeerd omdat het geen grote Servische minderheid in Macedonië te beschermen had, en bovendien geen troepen had voor een eventuele herovering. Het Joegoslavische leger trok zich in februari/maart 1992 uit Macedonië terug. Internationale erkenning liet even op zich wachten, vooral vanwege de Griekse bezwaren over de naam Macedonië.

## Na onafhankelijkheid

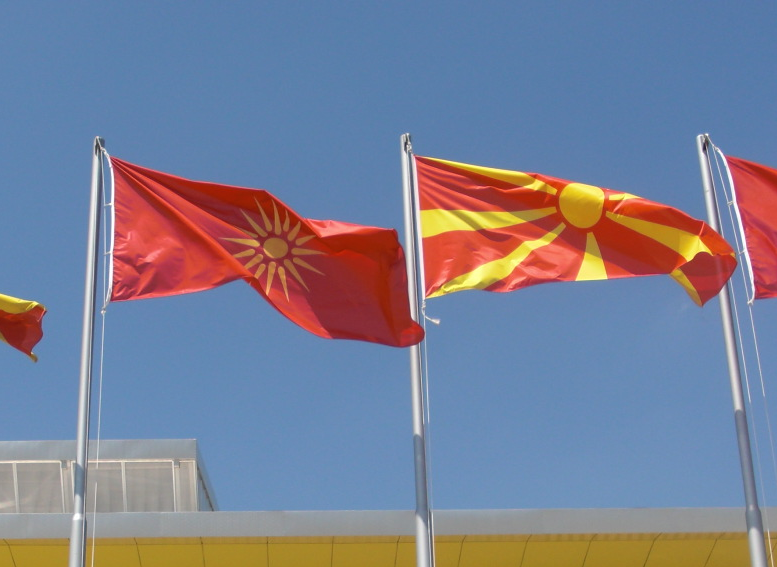
Het onafhankelijke Macedonië nam eerst de linker en daarna de rechter vlag aan. Het gebruik van de Zon van Vergina als symbool was voor Griekenland niet aanvaardbaar.

In 1992 erkenden Turkije, Kroatië, Slovenië en Bosnië-Herzegovina het net onafhankelijke Macedonië onder die naam. De Verenigde Naties erkenden Macedonië in 1993 als lid onder de voorlopige naam Voormalige Joegoslavische Republiek Macedonië (VJRM, of FYROM in het Engels), als compromis voor Griekenland. Sindsdien was er een slepend diplomatiek conflict over hoe het land zich mocht noemen. Griekenland blokkeerde in dat kader onder meer de Macedonische toetreding tot de Europese Unie en de NAVO. Aanvankelijk belemmerde Griekenland ook het reizen met Macedonische paspoorten omdat het deze weigerde te erkennen. Macedonië wees Griekse voorstellen om zich te hernoemen, in bijvoorbeeld 'Republiek Skopje' af omdat dit de nieuwe natie zijn 'nationale identiteit, waardigheid en integriteit' zou ontnemen. Internationale druk op beide landen en onderhandelingen onder internationaal toezicht en begeleiding leverden jarenlang weinig op.
In 2018 bereikten de regeringen van Macedonië en Griekenland een voorlopig compromis dat erin resulteerde dat het land de naam 'Republiek Noord-Macedonië' (Република Северна Македонија) zou krijgen. De definitieve overeenkomst werd op 17 juni 2018 ondertekend tijdens een bijeenkomst in het dorp Psarades aan de Griekse zijde van het Prespameer. Aanwezig waren de regeringsleiders Zoran Zaev van Macedonië en Alexis Tsipras van Griekenland. De ceremonie werd bijgewoond door onder andere de speciale vertegenwoordiger van de Verenigde Naties Matthew Nimetz, de hoge vertegenwoordiger van de Unie voor Buitenlandse Zaken en Veiligheidsbeleid Federica Mogherini en Europees commissaris voor Uitbreiding en Europees nabuurschapsbeleid Johannes Hahn.
In Macedonië werd, naast stemmingen in het Macedonische parlement, op 30 september 2018 een referendum gehouden over de naamswijziging. Negentig procent van de stemmen was voor, maar slechts een derde van de stemgerechtigden nam deel. Het Griekse parlement keurde de naamswijziging in februari 2019 goed.